# Цукиёми

Цукиёми

Цукиёми (яп. 月読) или Цукуёми (яп. 月讀), также Цукиёми-но-микото (яп. 月読命/月読尊), Цукиёми-но-ками, также встречается в мифологии как женское божество по имени Цукиёмо — бог луны в синтоизме, управляющий ночью, приливами и отливами. Наряду с Аматэрасу и Сусаноо является потомком Идзанаги.

## Этимология имени
Считается, что имя Цукиёми происходит от слов «цуки» (луна) и «ёми» (чтение, счёт). По версии польского японоведа Веслава Котаньского имя Цукуёми-но-микото объясняется, как Дух, призывающий Луну, что отражает силы этого божества, которое каждую ночь призывает луну, путешествуя по ночному небу. Однако это имя имеет и другие толкования — например Сияющий бог Луны, которое было отвергнуто профессором Котаньским из-за отсутствия в подобном толковании имени динамичных качеств, характерных для имён японских божеств. Ещё один вариант имени божества, Дух пребывающей Луны рассматривался Веславом Котаньским весьма правдоподобным, но польский профессор отверг этот вариант, основываясь на том, что столь древнее имя божества вряд ли содержало данные о передовой системе счёта.
Существуют гипотезы происхождения «ёми» от слова «Ёми» (страна мёртвых), от слов «ё ми» (видимый ночью), путём слияния слов «Лунная ночь» (цукиё) и «смотреть» (миру), а в одном случае имя записано как Цукуюми — через иероглиф «юми» (弓) (лук для стрельбы). По поводу «сферы деятельности» бога тоже существуют разночтения: в «Кодзики» указано, что он управляет ночью, в «Нихонги» — морем.

## Мифы, связанные с Цукуёми

### Появление
Согласно «Кодзики» Цукуёми появился после омовения Идзанаги из капель воды, которой Идзанаги омыл свой правый глаз во время ритуала очищения, совершаемого им после спасения из Страны Тьмы, куда последовал за своей женой Идзанами. В альтернативной версии этой истории Цукуёми появился уже от зеркала из белой меди, которое в правой руке держал Идзанаги. По версии «Нихон сёки» бог Луны появился вскоре после формирования Японских островов и был одним из первых ками, рождённых в результате союза Идзанаги и Идзанами. Цукуёми являлся одним из трёх драгоценных детей, наряду с сестрой Аматэрасу и Сусаноо.

### Убийство Укэмоти
После восхождения по небесной лестнице Цукуёми-но-Микото жил на небесах, также известных как Такамагахара.
Согласно легендам, Цукиёми обитал в небесном дворце вместе со своей сестрой, солнечной богиней Аматэрасу.  В отличие от Сусаноо он никогда не оспаривал права сестры на правление на равнине Высокого Неба. Однажды она послала его на землю к богине Укэмоти-но ками. Та угостила его едой, которую извергла изо рта. Это показалось Цукиёми отвратительным, и он убил Укэмоти. Аматэрасу, узнав об этом, разгневалась и прогнала Цукиёми подальше от себя, в другой дворец. С тех пор солнце и луна оказались разделены: солнце светит днём, луна — ночью. В более поздних версиях мифа Укэмоти убивает Сусаноо.
По версии Веслава Котаньского в этом мифе богиня Солнца пыталась найти повод для того, чтобы заставить Цукуёми покинуть равнину Небес вслед за другим братом и спровоцировала его на совершение преступления. Аматэрасу хорошо знала практики Укэмоти, которые были столь противны, что в любом случае бы вызвали взрыв негодования бога Луны. Убийство божественной хозяйки было хорошим поводом для Аматэрасу расстаться со своим братом, который подозревался сестрой как ещё один потенциальный конкурент в борьбе за власть над Вселенной.

## Поклонение

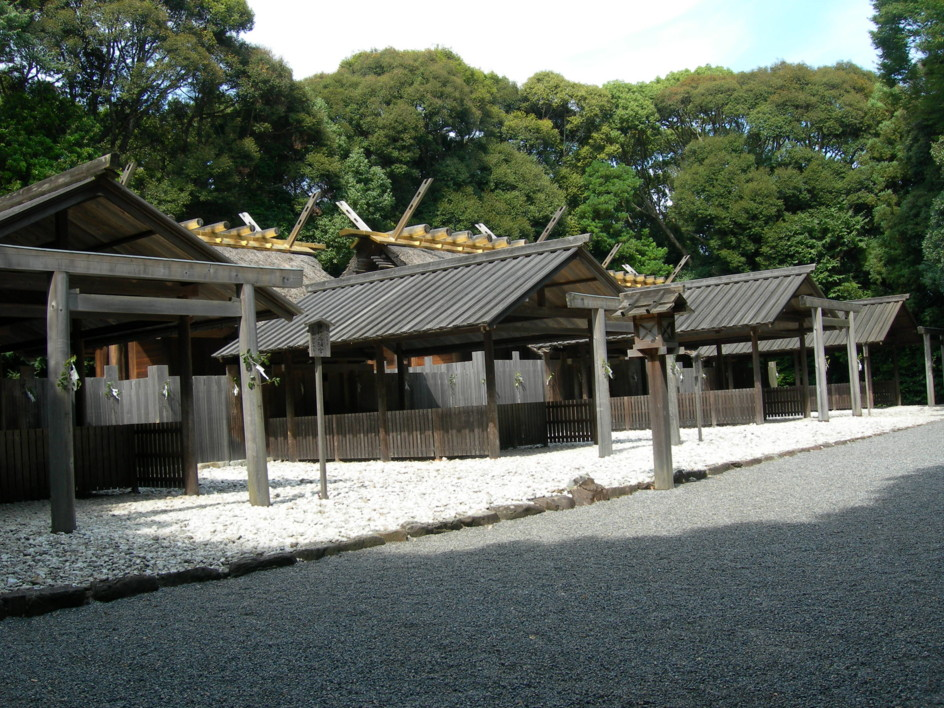
Одна из кумирен, посвящённых Цукиёми, в комплексе Исэ-дзингу

Цукуёми почитается в нескольких синтоистских храмах, в частности, в комплексе Исэ-дзингу ему посвящено два храма:
- Цукуёми-но-мия во внешнем храме Гэкю Миядзири-тё в городе Исе префектуры Миэ, являющийся одним из нескольких меньших святилищ, которое находится за пределами комплекса храмов Исэ дзингу. Внешний Храм посвящён богине Укэмоти (Тоёукэ бимэ), а так как бог Луны является одним из символов, тесно связанных с мифом о Укэмоти, то и ему посвящено одно из святилищ.
- Цукуёми-но-мия во внутреннем храме Найку Накамура-тё в городе Исэ префектуры Миэ является одним из нескольких меньших кумирен, находящихся внутри комплекса храмов Исэ Дзингу. Внутренние святилища посвящены богине Аматэрасу, а так как Цукуёми является её братом, то у него также есть святилище в этом месте.

Также в Киото есть храм Цукуёми-дзиндзя, посвящённый этому божеству Луны.